# Albrecht von Gräfe
Friedrich Wilhelm Ernst Albrecht von Graefe (ur. 22 maja 1828 w Berlinie, zm. 20 lipca 1870 tamże) – niemiecki okulista, syn Karla Ferdinanda von Gräfe.

## Życiorys
Miasta w których studiował to: Berlin, Wiedeń, Praga, Paryż, Londyn, Dublin i Edynburg. W 1850 rozpoczął praktykę okulisty w Berlinie. W 1853 został wybrany na nauczyciela oftalmologii na Uniwersytecie Fryderyka Wilhelma w Berlinie. W następnym roku (1854) zainicjował wydawanie czasopisma okulistycznego „Albrecht von Graefes Archiv für klinische und experimentelle Ophthalmologie", które ukazuje się do dziś jako renomowane czasopismo o międzynarodowej sławie pod nieco inną nazwą „Graefe's Archive for Clinical and Experimental Ophthalmology". W 1858 został profesorem nadzwyczajnym, a w 1866 profesorem zwyczajnym. Gräfe przyczynił się w dużej mierze do postępu okulistyki. Był także uważany za autorytet w dziedzinie chorób nerwów i mózgu. W uznaniu zasług i dokonań został umieszczony w galerii sław i pionierów okulistów amerykańskiego ASCRS (ang. American Society of Cataract and Refractive Surgery).
Eponimiczny objaw Gräfego jest związany z chorobą Gravesa-Basedowa.